# دين هيريدجي
دين هيريدجي (بالإنجليزية: Dean Herridge)‏ مواليد 23 أغسطس 1976، هو سائق راليات أسترالي بدأ مسيرته في سنة 1995. كان أول رالي له هو رالي أستراليا 1995. شارك في بطولة العالم للراليات.

## فرق مثلها
- سوبارو

## روابط خارجية
- دين هيريدجي على موقع eWRC-results.com (الإنجليزية)